# 順和君
順和君（1580年—1607年），名李𤣰，朝鮮王朝第十四代國王宣祖庶六王子，為順嬪金氏所生，妻子為郡夫人長水黃氏。
根據《朝鮮王朝實錄》的記載，順和君性格暴虐，仗着自己是王子的身份胡作非为，强夺人田和家奴。宣祖二十五年（1592年）壬辰倭亂之際，被宣祖派到江原道一帶募兵抗戰，但在咸鏡道遭到叛軍的襲擊，與兄長臨海君一起被扣留，隨後被叛軍移交日軍加藤清正部，成為俘虜。講和後與臨海君一起獲釋。
因性格暴惡，於宣祖卅四年（1601年）被宣祖革去君號，宣祖卅九年（1606年），其舅母天介呈狀至司憲府狀告順和君將其夫金彥希毆打致死，宣祖下令囚禁，宣祖四十年（1607年）三月過世，死後宣祖恢復名譽，謚僖敏。以益城君李享齡三子晋陵君李泰庆진릉군 이태경为养长子。  以仁城君次子海安君李億为养二子。
郡夫人长水黄氏（1577-1645）黃赫황혁（1551-1612）的女儿。
侧室天德
养长子晋陵君李泰庆진릉군 이태경（1593-1612）
郡夫人郑氏（1595-1623）郑泗정사的女儿。
乌城君李长汉 오성군 이장한（1625-1670）晋山君李順庆오성군 이장한（1584-1563）三子。晋陵君李泰庆养子。
养次子海安君李億해안군 이억（1613-16 ）